# Studio televisivo

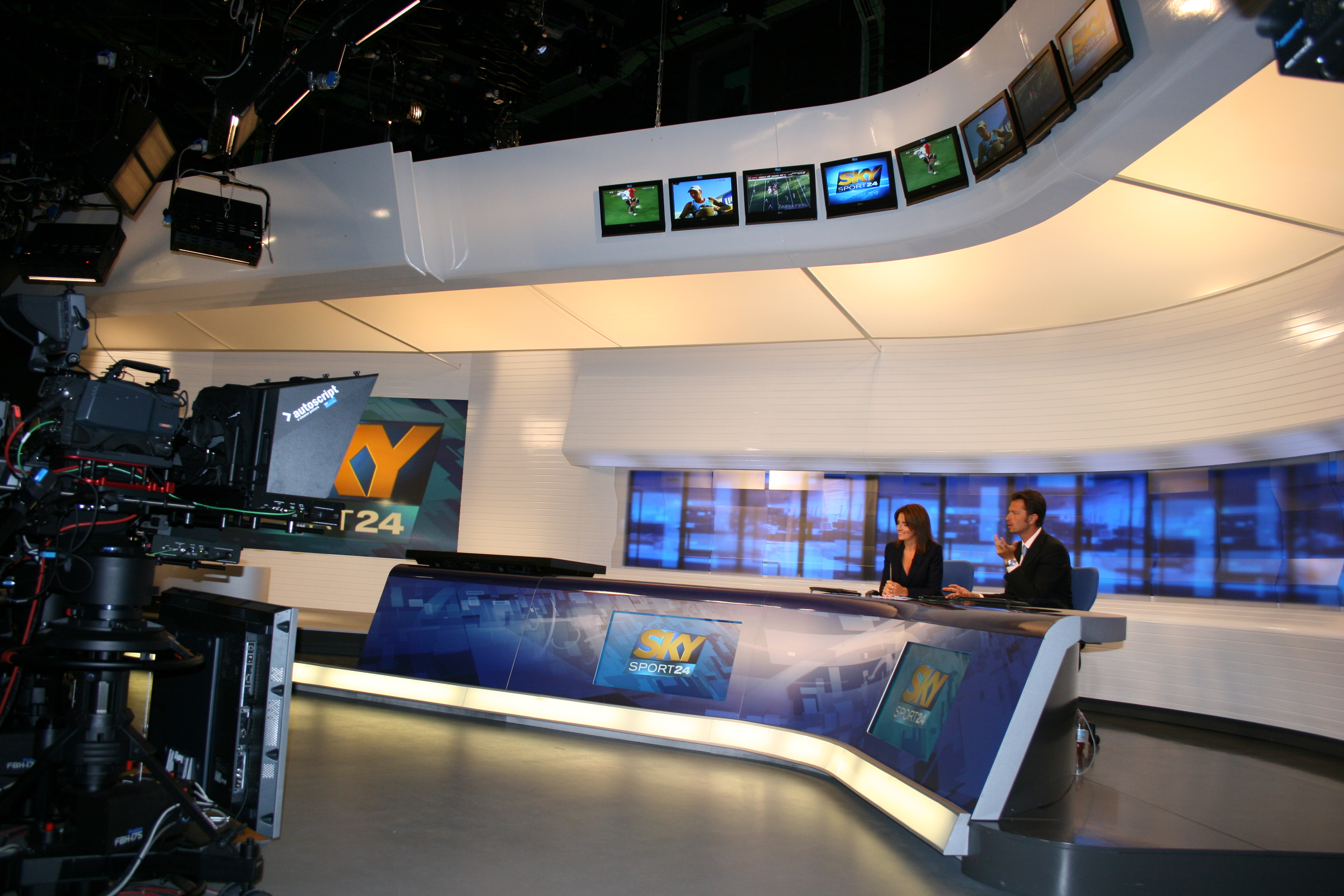
Il vecchio studio di Sky Sport 24 di Sky Italia.

Uno studio televisivo è una struttura attrezzata, in cui avviene la produzione televisiva, cioè la realizzazione di trasmissioni registrate o in diretta.
Uno studio televisivo è simile a un set cinematografico, ma molto più complesso, per via delle strutture di produzione e controllo. Solitamente, è diviso in diverse aree in base alla funzione.

## Lo studio

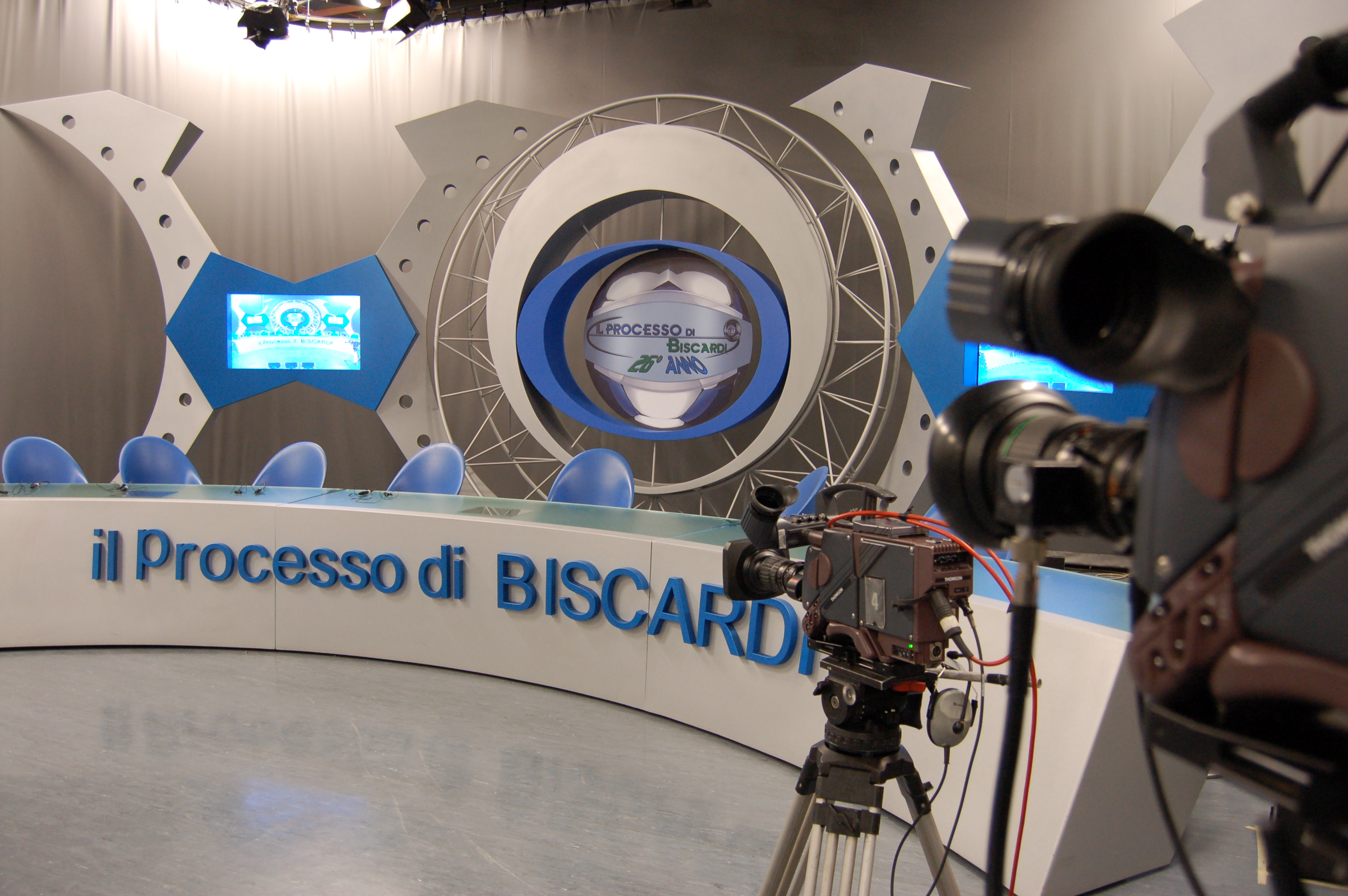
Lo studio di un'edizione del Processo di Biscardi.

Con il termine studio si intende di solito il locale vero e proprio dove avvengono le riprese e dove sono montate le scenografie. Di solito lo studio non ha finestre per evitare la luce esterna e i rumori, mentre può avere delle superfici vetrate insonorizzate per la visibilità verso le altre aree.
Nello studio sono installate anche alcune apparecchiature, tra le quali:
- Una serie di telecamere, spostabili secondo le esigenze produttive.
Le telecamere sono spesso dotate di teleprompter.
- Diversi tipi di supporti per telecamere, come cavalletti, gas pedestal, dolly e Jimmy Jib.
- microfoni sia di tipo fisso che radio.
- Una serie completa di luci e accessori di illuminazione.
- Alcuni monitor, sia di servizio che di scena.
- Un sistema di diffusione audio, che comprende sia auricolari che casse acustiche.

## La regia
La regia è il locale in cui avvengono il coordinamento e la realizzazione dei programmi. Dal punto di vista funzionale, una regia è suddivisa in aree a seconda del lavoro svolto. Una divisione tipica è tra regia video e regia audio, e la regia video è sua volta suddivisa in aree funzionali.
La regia video di norma comprende:
- Una serie di monitor, sia singoli che pilotati da multiviewer
I monitor sono di diverso tipo e livello qualitativo a seconda dell'impiego richiesto.
- Un mixer video dove tutte le sorgenti sono messe in onda. Sono presenti anche apparati ausiliari come generatori di effetti speciali, titolatrici e computer dedicati alla grafica.
- Una zona RVM, dotata di videoregistratori e console di comando di video server. Questa zona provvede alla registrazione e alla messa in onda di contributi realizzati in precedenza.
- Postazione del controllo camere, che provvede al controllo tecnico dei segnali e al bilanciamento delle telecamere. Questa postazione è di solito anche quella del responsabile tecnico.
- Postazione luci, con la relativa console di comando. Dal momento che il controllo e le luci lavorano in stretta collaborazione, queste postazioni sono di solito vicine.
- Diffusione sonora, proveniente dalla regia audio.

La regia audio è collocata in un ambiente separato, per via del fatto che il tecnico audio deve spesso ascoltare sorgenti ad alto volume. In regia audio sono posti il mixer audio e tutti gli strumenti necessari alla generazione della colonna sonora.
Tutte le postazioni sono in comunicazione tra di loro tramite un sistema di intercom. Inoltre tutti gli ambienti sono climatizzati, tenendo presente che lo studio ha particolari esigenze di smaltimento del calore prodotto dalle luci e di silenziosità della ventilazione.

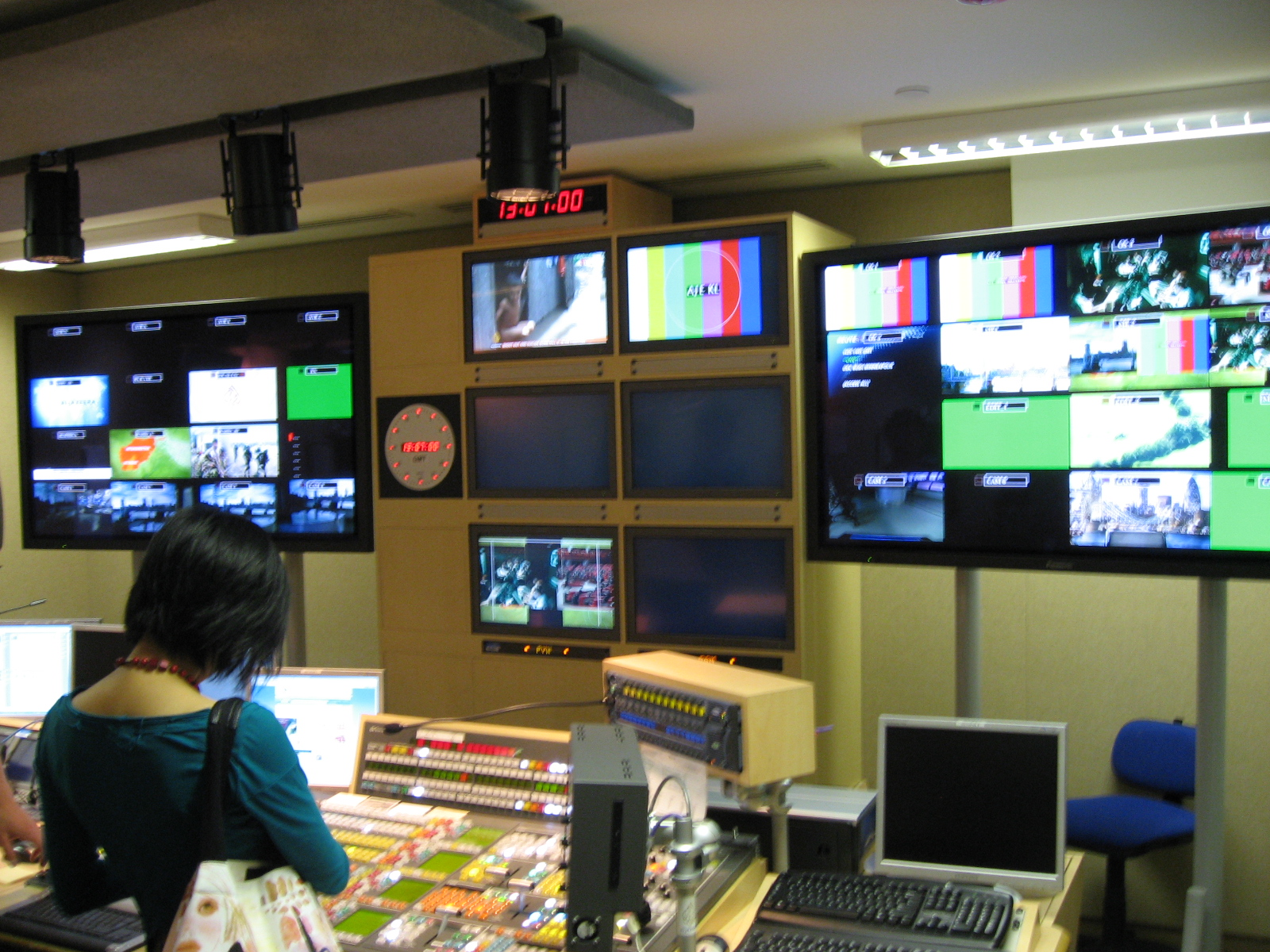
Regia di Al Jazeera English durante l'allestimento a Londra.
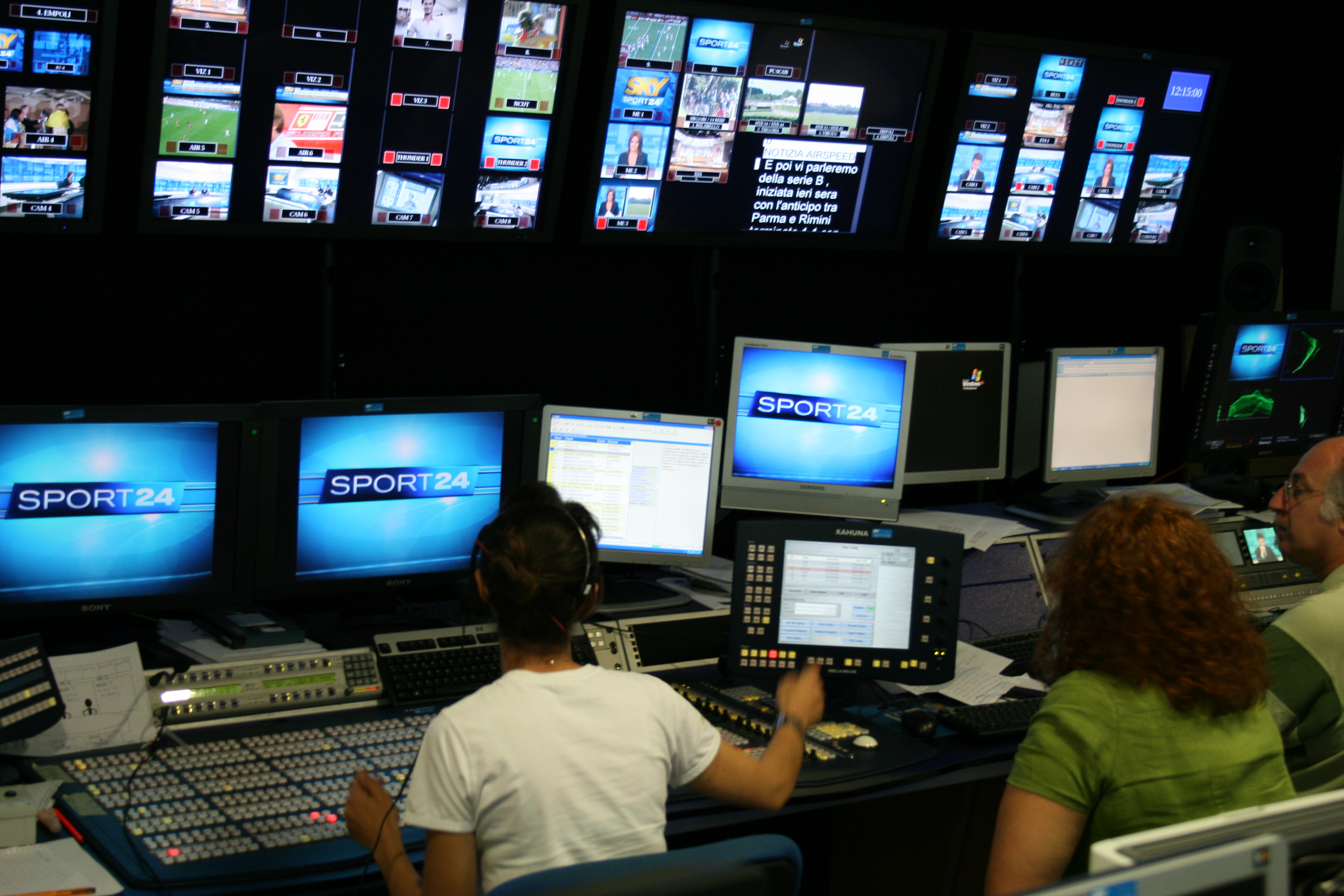
La regia di Sky Sport24 durante un'edizione in diretta.
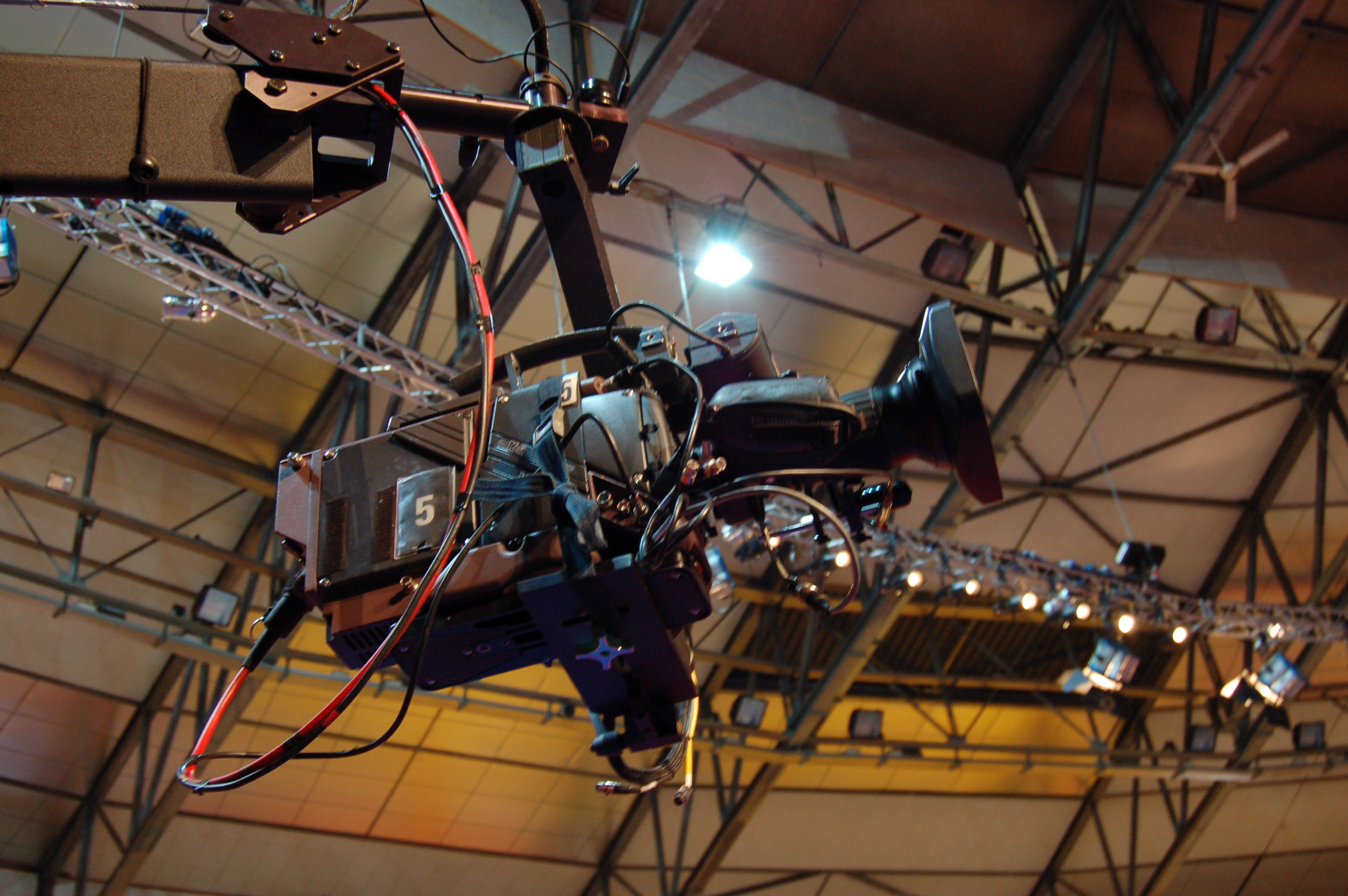
Una telecamera Thomson 1657D montata su un jimmy jib
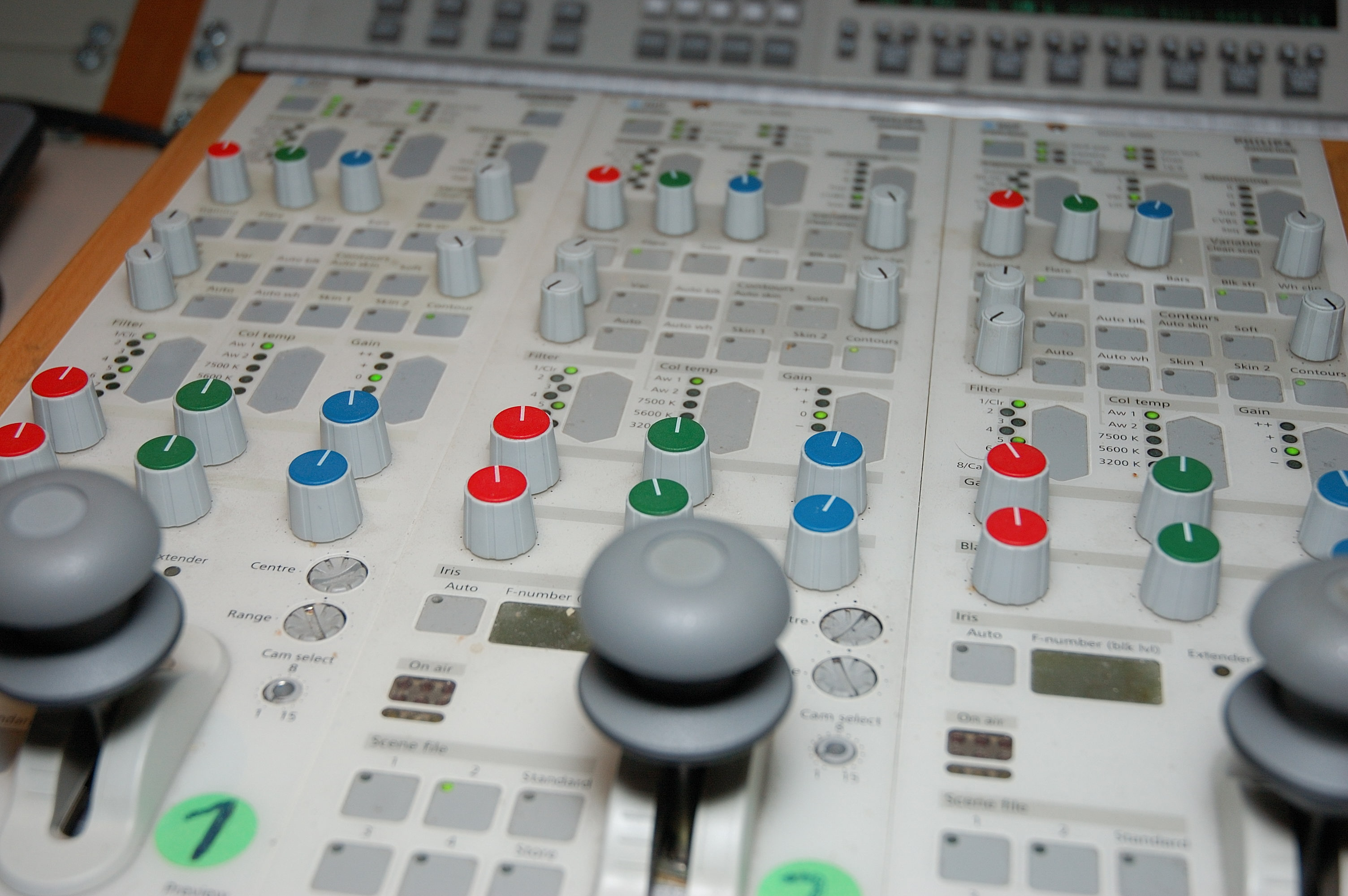
Postazione di controllo camere con pannelli Philips.

## La sala apparati
La sala apparati ospita tutte le apparecchiature che fanno parte dello studio. In essa, montati a rack, ci sono gli apparati elettronici come CCU, multiviewer, matrici e così via, che richiedono una temperatura di esercizio costante.
Nella sala apparati si trova anche il patch panel a cui fa capo tutto il cablaggio dello studio.
La sala apparati spesso è condivisa tra più studi, semplificando così il cablaggio e lo scambio di segnali.

## Altre strutture

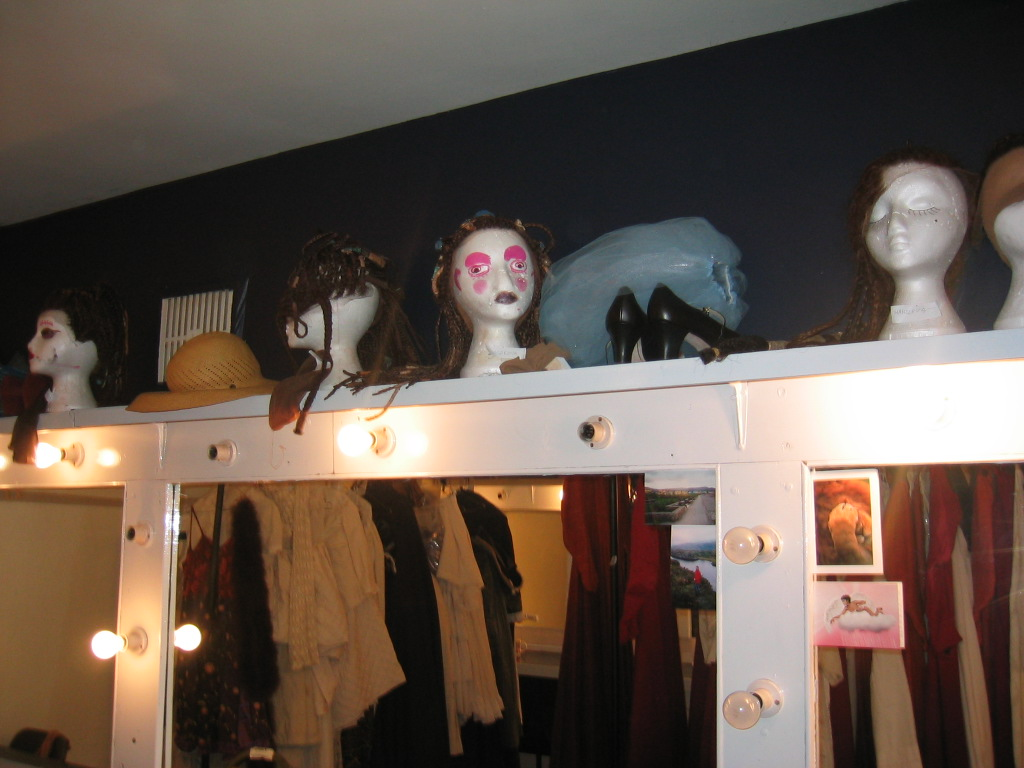
Sala trucco presso Theatre Royal di Wexford, in Irlanda

Uno studio televisivo comprende anche aree non tecniche di ausilio alla produzione. Queste aree non hanno apparecchiature installate, con l'eccezione di alcuni monitor di servizio. Alcuni esempi:
- Alcune sale trucco.
- Parrucchiere.
- Alcuni camerini e un guardaroba.
- magazzini per attrezzi e materiali di scena. Gli studi più grandi hanno anche un'officina e una falegnameria.
- Reception a sale di attesa.